# Кастехон (Наварра)
Кастехон (ісп. Castejón) — муніципалітет в Іспанії, у складі автономної спільноти Наварра. Населення — 4235 осіб (2009).
Муніципалітет розташований на відстані близько 350 км на північний схід від Мадрида, 39 км на північ від Памплони.
На території муніципалітету розташовані такі населені пункти: (дані про населення за 2009 рік)
- Кастехон: 4233 особи
- Хіральдельї: 2 особи

## Демографія
Динаміка населення (INE ):

## Галерея зображень

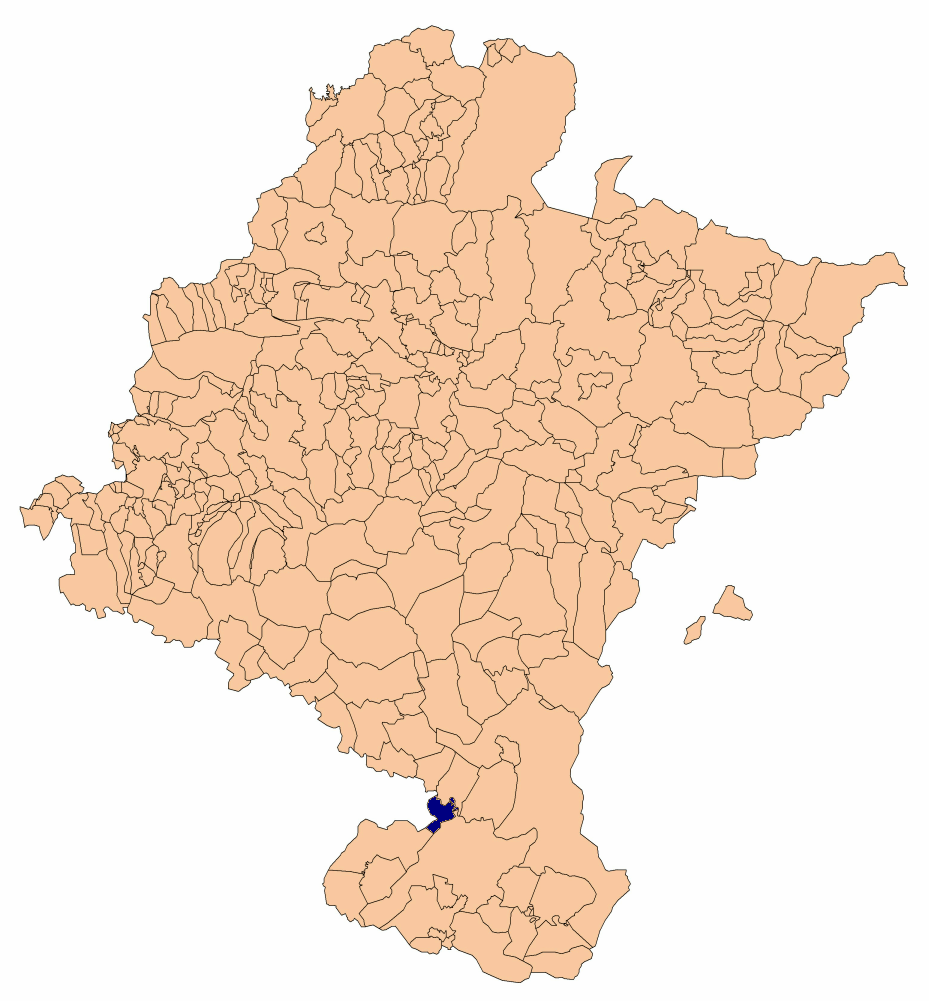
Розташування муніципалітету